# Parti de la gauche unie d'Estonie
Le Parti de la gauche unie (en estonien : Eestimaa Ühendatud Vasakpartei, EÜVP) est un parti politique estonien créé le 28 juin 2008 par la réunion du Parti de la gauche et du Parti de la Constitution.
Membre du Parti de la gauche européenne, il cherche à défendre la minorité russophone de l'Estonie. Sa couleur est le rouge. Son leader actuel est Julia Lindvall.